# Forêt de Valachie
De nos jours, la forêt de Valachie ou Forêt valaque (Codrii Vlăsiei) est une petite forêt résiduelle de Valachie, au nord-ouest de Bucarest, mais au Moyen Âge elle couvrait tous les piémonts des Alpes de Transylvanie, s'étendant des Monts Făgăraș à la plaine du Danube. À l'est de celle-ci s'étendait l'extrémité occidentale de la steppe pontique.
Au Moyen Âge, la déforestation de la forêt valaque commence par la partie occidentale de la Valachie, alors appelée « banat de Severin », « petite-Valachie » (Kleine-Walachei) en allemand et Olténie (Oltenia) en roumain, duché vassal à la fois du royaume de Hongrie et du tsarat de Vidin dont il a conservé les armoiries : un lion rampant d'or sur émail de gueules. Réservée aux nobles, la chasse à l'aurochs, au bison d'Europe et aux bièvres (pour la fourrure) a fait disparaître ces espèces mais les deux dernières ont été ponctuellement réintroduites au XXIe siècle.